# Apterornebius kinabalu
Apterornebius kinabalu är en insektsart som beskrevs av Sigfrid Ingrisch 2006. Apterornebius kinabalu ingår i släktet Apterornebius och familjen Mogoplistidae. Inga underarter finns listade i Catalogue of Life.